# Wasabi
Wasabi (tiếng Nhật: ワサビ Va-xa-bi, tên khoa học: Eutrema japonicum) là một thành viên của họ Cải (Brassicaceae), có họ hàng với các loài cải ngồng, cải ngựa, cải dầu và mù tạt. Được biết đến như là "cải ngựa Nhật Bản", rễ (củ) của nó được dùng làm gia vị và có vị cay cực mạnh. Vị cay của nó giống như của mù tạt hơn là vị cay của capsaicin trong ớt, sinh ra hơi có tác dụng kích ứng mũi hơn là tác dụng lên lưỡi. Loài cây này mọc tự nhiên dọc theo lòng suối trong các thung lũng triền sông miền núi ở Nhật Bản. Các loài khác trong chi này như W. koreana và W. tetsuigi cũng dược sử dụng làm gia vị. Hai giống cây trồng chính trên thương trường là W. japonica var. Daruma và var. Mazuma, nhưng còn có nhiều giống khác.

## Sử dụng

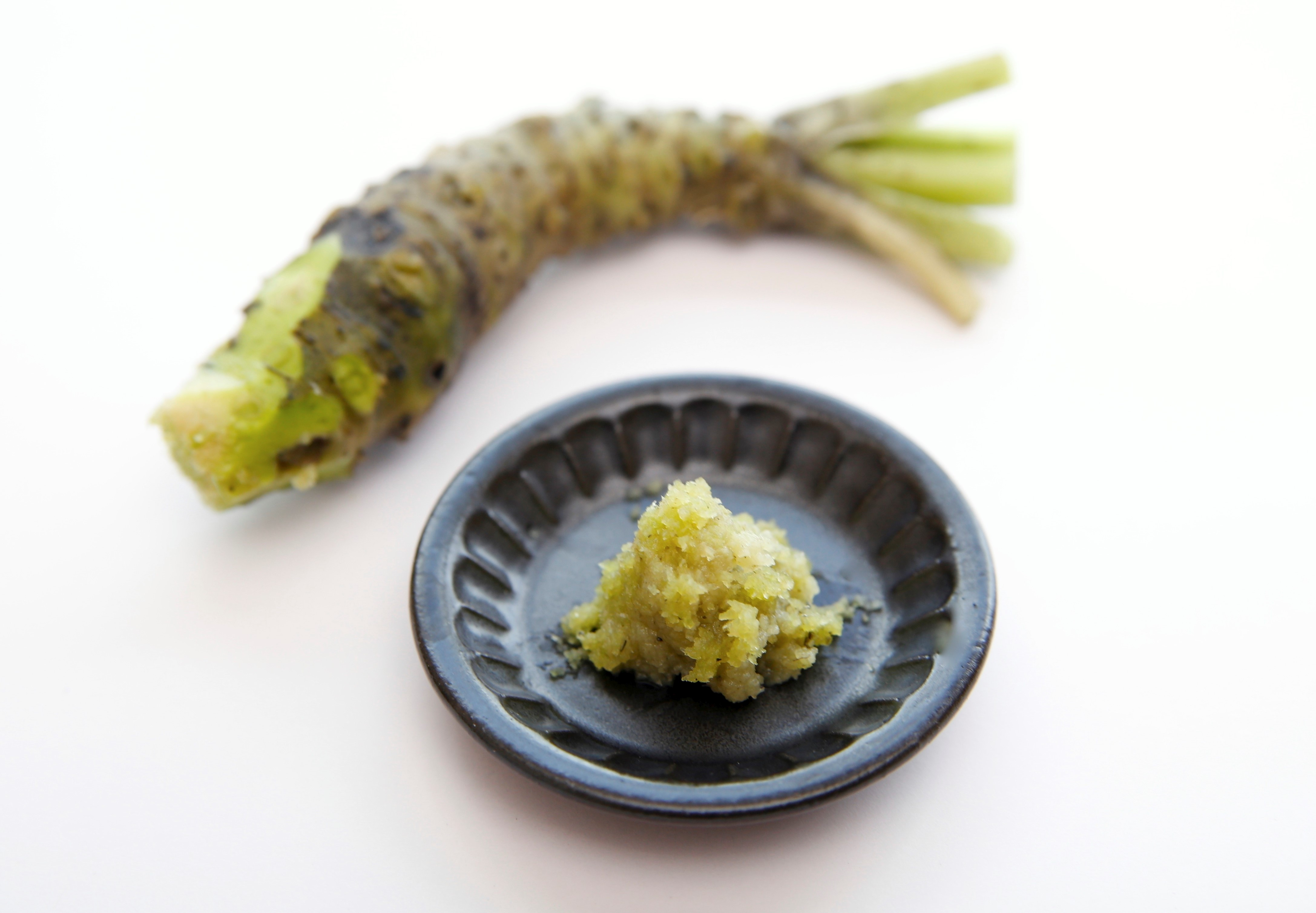
Wasabi thường được dùng cùng các món như sushi hay sashimi

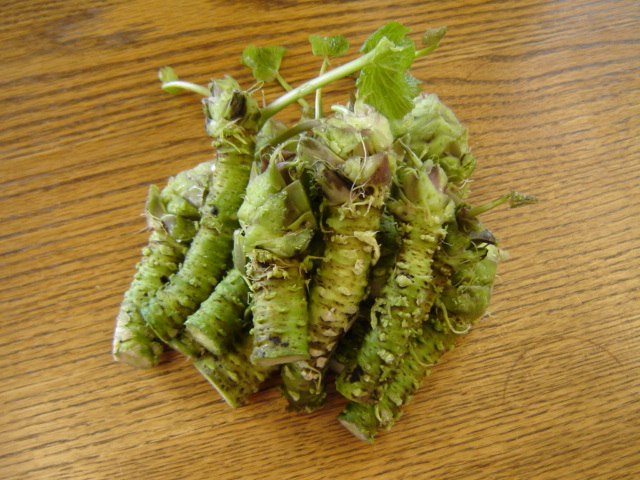
Củ wasabi tươi

Wasabi nói chung hoặc là được bán dưới dạng củ (wasabi tươi), và nó phải được nạo (mài) mịn trước khi dùng hoặc dưới dạng bột nhão có thể dùng ngay, thường trong tuýp với kích thước và hình dáng tương tự như tuýp thuốc đánh răng dùng khi đi du lịch. Khi ở dạng tuýp dùng ngay nó phải được che đậy kín cho đến khi dùng để tránh mất mùi và vị do bay hơi. Vì lý do này, trong món sushi và sashimi người ta thường cho wasabi vào giữa cá và cơm.
Lá non của wasabi cũng có thể ăn được và có vị cay gần giống như của rễ wasabi. Nó có thể được dùng dưới dạng xà lách wasabi bằng cách ngâm qua đêm với muối ăn và dấm hay trần qua với một chút xì dầu. Ngoài ra, lá có thể làm thành bột nhão và rán thành các miếng mỏng.
Cảm giác cay và nóng do nó sinh ra là ngắn ngủi khi so với các tác động của ớt, đặc biệt là khi người ta dùng nước để loại bỏ vị của gia vị.
Wasabi thường được dùng cùng các món như sushi hay sashimi, nói chung hay được kèm với xì dầu. Hai loại này cũng hay được trộn lẫn cùng nhau để tạo ra một loại nước xốt ngâm, gọi là wasabi-joyu.
Kem wasabi là phát kiến gần đây nhưng có độ phổ biến ngày càng gia tăng.
Nghiên cứu gần đây chỉ ra rằng wasabi chứa các hóa chất tự nhiên có tác dụng chống lại một số tế bào ung thư nhất định. Loài rau ăn củ này cũng có thể sử dụng trong vệ sinh và phòng chống nhiễm trùng đường miệng. Người ta cho rằng wasabi có thể ngăn ngừa các bệnh tim mạch như đột quỵ, tăng huyết áp và đau tim. Nó cũng có thể có tác dụng tốt trong phòng chống tiêu chảy, loãng xương, hen suyễn, viêm khớp và dị ứng.

## Wasabi và giả mạo
Gần như mọi quầy bán sushi tại châu Mỹ và Nhật Bản đều sử dụng wasabi giả (seiyō) (xem phần Từ nguyên học dưới đây) do wasabi thật sự là khá đắt tiền. Wasabi mất phần lớn hương vị của nó khi bị lộ ra ngoài không khí trong một thời gian ngắn, vì thế bột nhão wasabi trên thực tế thông thường chứa cải ngựa và các thành phần khác để tạo ra gần giống sự kích thích đường mũi như của wasabi tươi. Do điều này, phần lớn bột nhão không sử dụng wasabi thật sự mà thay vào đó là cải ngựa, mù tạc và chất tạo màu thực phẩm màu xanh lục (đôi khi có Spirulina). Dù là thật sự hay làm giả nhưng bột đều được trộn lẫn với một lượng nước tương đương để tạo thành bột nhão. Rất ít người, ngay cả ở Nhật Bản, nhận ra rằng phần lớn wasabi mà họ sử dụng trên thực tế chỉ là hàng giả mạo. Trong khi không được coi là tương đương với sản phẩm từ mài củ tươi, nhưng wasabi bảo quản cũng có ở dạng tuýp và khi ở lượng lớn là trong các túi đông lạnh. Giống như bột, các tuýp wasabi nói chung thường không chứa wasabi thật sự, vì thế việc kiểm tra thành phần là cần thiết.
Để phân biệt giữa sản phẩm wasabi thật sự và sản phẩm giả mạo thì wasabi thật sự tại Nhật Bản gọi là hon-wasabi (本山葵, bổn (bản) sơn quỳ), nghĩa là wasabi thật sự hay nguyên bản. Các quán ăn có món sushi thường thay thế nó bằng cải ngựa.

## Hóa học
Các hóa chất có tự nhiên trong wasabi để tạo ra hương vị đặc trưng duy nhất của nó là các isothiocyanat, bao gồm:
- 6-metylthiohexyl isothiocyanat,
- 7-metylthioheptyl isothiocyanat,
- 8-metylthiooctyl isothiocyanat.

Nghiên cứu chỉ ra rằng các isothiocyanat có các tác động có lợi như ngăn ngừa sự phát triển của vi khuẩn, nấm men và nấm mốc.

## Gieo trồng

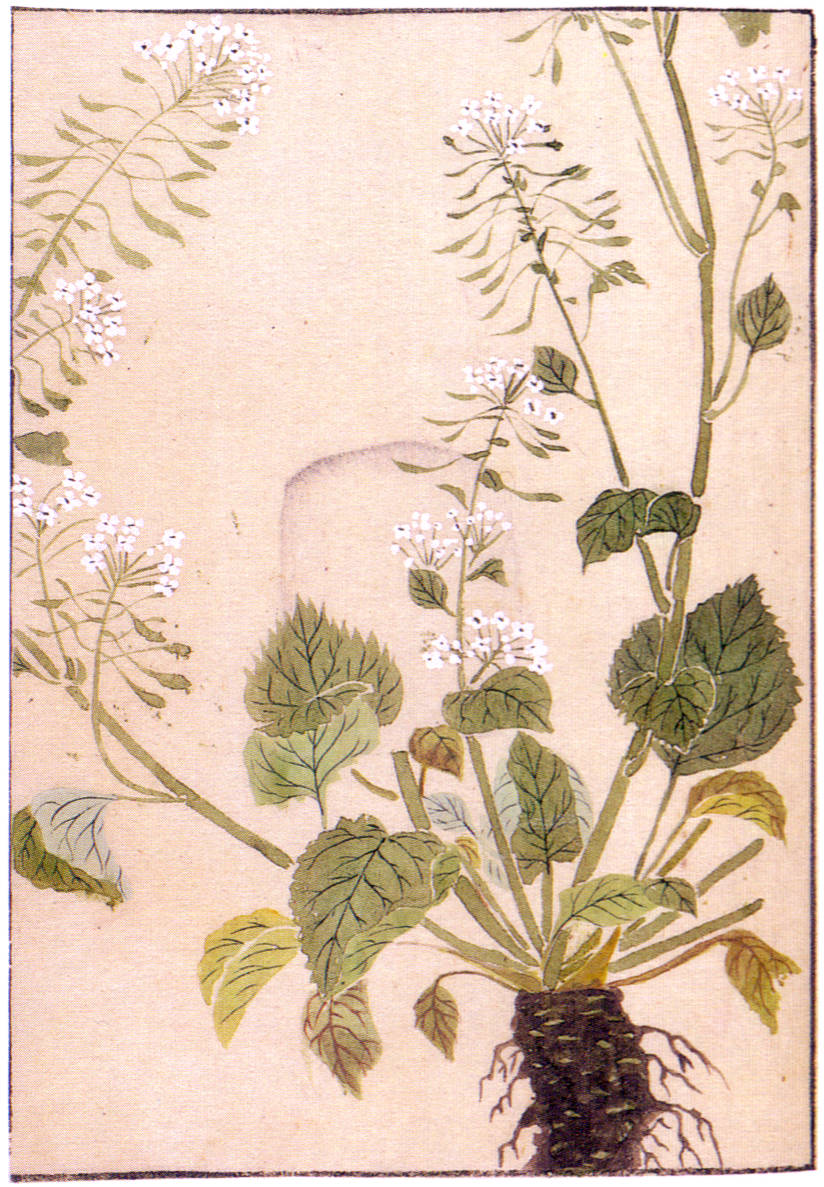
Hình vẽ cây wasabi, do Iwasaki Kanen ấn hành năm 1828

Chỉ có một số ít khu vực là thích hợp để gieo trồng wasabi ở quy mô lớn và việc gieo trồng nó là rất khó, ngay cả trong điều kiện lý tưởng. Tại Nhật Bản, wasabi được gieo trồng chủ yếu trong các khu vực sau:
- Bán đảo Izu, nằm tại Shizuoka
- Nagano
- Shimane
- Yamanashi
- Iwate

Cũng có một số khu gieo trồng nhân tạo ở xa về phía bắc tới Hokkaidō và xa về phía nam tới Kyūshū. Nhu cầu về wasabi thật sự là rất cao. Nhật Bản lại là quốc gia nhập khẩu một lượng lớn wasabi từ Trung Hoa đại lục, A Lý Sơn ở Đài Loan và New Zealand.
Tại Bắc Mỹ, một số công ty và trang trại nhỏ cũng gieo trồng Wasabia japonica. Trong khi chỉ có vùng tây bắc ven Thái Bình Dương và một số khu vực tại dãy núi Blue Ridge là có sự cân bằng thích hợp giữa khí hậu và lượng nước để gieo trồng tự nhiên sawa wasabi (wasabi trồng trong nước) thì việc sử dụng các nhà kính và kỹ thuật trồng cây trong nước đã cho phép mở rộng diện tích gieo trồng. Hiện tại nó được gieo trồng tại một số nơi thuộc British Columbia (Canada) và Bắc Carolina (Hoa Kỳ).
Trong khi sawa wasabi tốt nhất được trồng trong các dòng suối nước sạch và chảy đều, không dùng phân bón hay thuốc trừ dịch hại thì một số nơi gieo trồng lại sử dụng phân bón như phân gà và đây có thể là nguồn gây ra ô nhiễm ở cuối dòng nếu như không được quản lý tốt.

## Sản xuất và chế biến

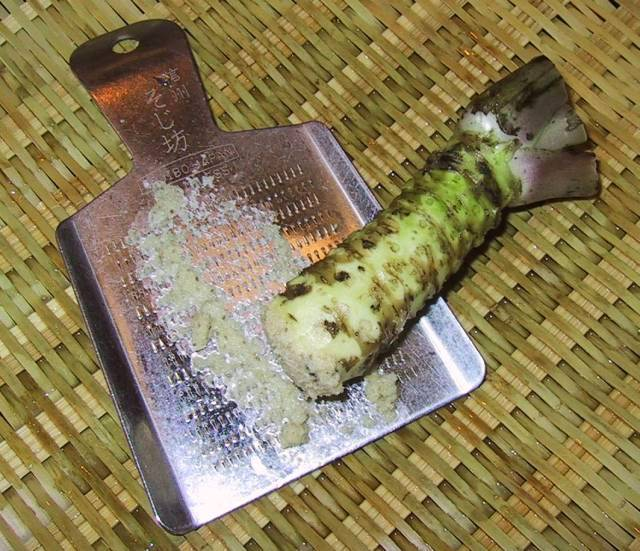
Wasabi trên oroshigane bằng kim loại

Wasabi thường được mài bằng oroshigane (おろし金, 下ろし金 hay 下ろし器) kim loại, nhưng một số người lại ưa chuộng việc sử dụng một công cụ truyền thống hơn, được làm từ da cá mập khô (鮫皮, giao bì) vớt một mặt mịn và mặt kia thô ráp. Dụng cụ mài thủ công với các răng không đều cũng có thể được sử dụng.

## Từ nguyên học
Hai từ kanji 山 và 葵 không tương ứng với cách phát âm của chúng: như thế chúng là ví dụ của gikun (義訓). Hai ký tự này thực tế là chỉ tới cây "thục quỳ núi", do lá của nó trông tương tự như lá của các thành viên trong họ Cẩm quỳ (Malvaceae), bên cạnh khả năng trồng nó trên các sườn đồi, núi có bóng râm. Cụm từ dưới dạng 和佐比, lần đầu tiên xuất hiện vào năm 918 trong 本草和名 Honzō Wamyō (Bổn thảo hòa danh). Phát âm theo cách này, kanji cụ thể chỉ được dùng với ý nghĩa ngữ âm, gọi là ateji (当て字 hay 宛字 hoặc あてじ).
Trong tiếng Nhật, cải ngựa được biết đến như là 西洋わさび (seiyō wasabi hay "wasabi Tây Dương").

## Thư viện ảnh

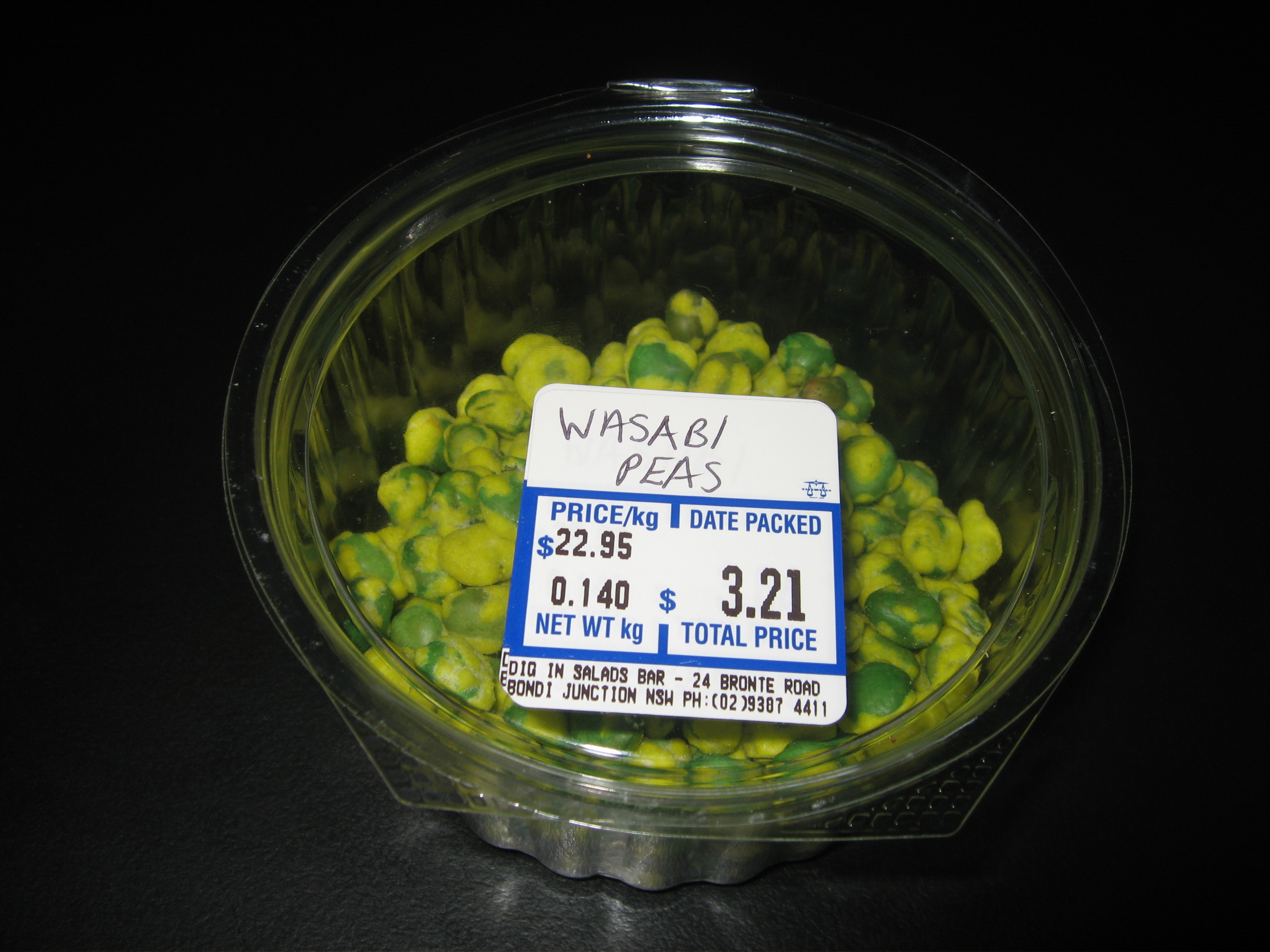
Đậu Hà Lan tẩm wasabi
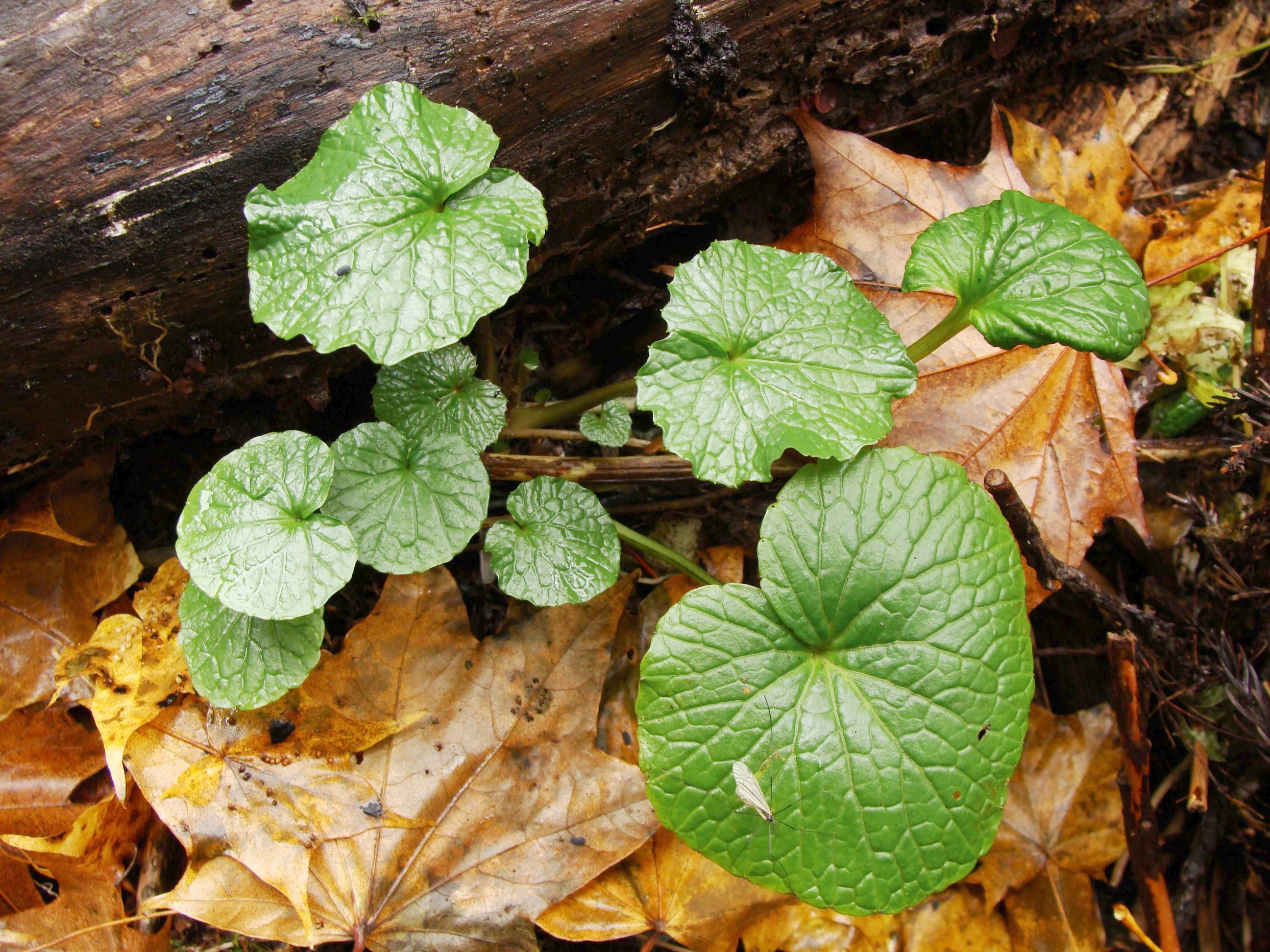
Wasabi dại